# Lada 2131
Lada 2131 (VAZ-2131) je pětidveřové provedení terénního automobilu Lada Niva. Výroba začala v polovině 90. let a pokračuje přes změny v konstrukci dodnes. Je nabízena také na českém trhu.
Automobil VAZ-2131 vznikl prodloužením klasické třídveřové Nivy. Tato krátká Niva se začala vyrábět v roce 1977 a do Československa se začala dovážet v 80. letech. V polovině 90. let byl vůz zmodernizován a některé verze dostaly jednobodové vstřikování paliva, místo standardního karburátoru. V té době také začala výroba dlouhé Nivy. Nejdříve třídveřové VAZ-2130 a později i VAZ-2131 s pěti dveřmi. Tento vůz je ze všech provedení nejpraktičtější.[zdroj?] Nabízí terénní kvality Nivy, ale také dostatek prostoru pro 5 cestujících. Zavazadlový prostor nabízí mnohem více místa pro náklad.
Do tohoto vozu se montuje motor o objemu 1,7 litru s vícebodovým vstřikováním. Splňuje normu Euro-5. Na přání se k vozu montuje LPG – pod vůz, nezabírá tedy místo uvnitř.
V průběhu let byl vůz několikrát modernizován, naposledy v roce 2020, kdy modely Lada Niva Legend (který vznikl v roce 2002 ve spolupráci s General Motors jako Chevrolet Niva) a Lada Niva Urban dostaly novou palubní desku, ergonomická sedadla, čalounění stropu a další moderní věci.